# Diablo (joc video)
Diablo este un joc video de acțiune RPG de fantezie întunecată în stil hack and slash și dungeon crawl dezvoltat de Blizzard North și lansat de Blizzard Entertainment la 31 decembrie 1996 pentru PC și Mac.
Povestea are loc în orașul Tristram, capitala de facto a regatului fictiv Khanduras, aflat în ținuturile muritorilor, din lumea de fantezie întunecată Sanctuarul (Sanctuary). În Diablo jucătorul preia controlul unui erou singuratic care se luptă pentru a scăpa de lumea condusă de Diablo, Lord al Terorii. Sub orașul Tristram, jucătorul călătorește prin șaisprezece nivele de dungeon (temnițe) generate în mod aleatoriu.  La finalul acestora jucătorul intră în Iad pentru a se confrunta cu Diablo.
Un pachet de expansiune, denumit Diablo: Hellfire, a fost lansat în 1997 de către Sierra Entertainment. În 1998 Blizzard a lansat Diablo pentru PlayStation. Această versiune dispune de un control direct al personajului principal folosind un controler PlayStation și a fost dezvoltată de Climax Studios. Succesul jocului a dus la două continuări, Diablo II în 2000 și Diablo III în 2012. Pentru a celebra a 20-a aniversare a Diablo, jocul original a fost recreat în Diablo III la începutul anului 2017. O a treia continuare, Diablo IV, este în dezvoltare. În 2022, a fost lansată o versiune orientată spre dispozitive mobile, Diablo Immortal.
Diablo a fost considerat unul dintre cele mai bune jocuri video din toate timpurile pentru repartizarea aleatorie a misiunilor și a dușmanilor în fiecare joc, multiplayer online și grafică.

## Gameplay
Mișcările jucătorului și interacțiunea cu mediul înconjurător se fac în primul rând cu ajutorul unui mouse, alte acțiuni cum ar fi invocarea unor magii se fac de preferință cu tastatura. Jucătorul poate să achiziționeze diverse articole (armură, poțiuni de sănătate, săgeți, arme etc.), să învețe vrăji, să-și învingă dușmanii și să interacționeze cu personaje non-jucabile (NPC) în timpul jocului. 
Nivelurile cu temnițe sunt generate la întâmplare, deși respectă anumiți parametrii în funcție de tipul lor. De exemplu, catacombele au tendința de a avea coridoare lungi și camere închise, în timp ce peșterile sunt mai neliniare. Jucătorilor li se atribuie un număr aleatoriu de sarcini la mai multe nivele; aceste sarcini sunt opționale, dar ajută la creșterea experienței personajului și/sau dezvăluirea mai detaliată a poveștii jocului. Cu toate acestea, cele două sarcini finale sunt obligatorii pentru a termina jocul.